# Салон краси (фільм)
«Салон краси» (англ. Beauty Shop) — американський кінофільм 2005 року з Куїнн Латіфою у головній ролі. Він був випущений студією Metro-Goldwyn-Mayer 30 березня 2005 і зібрав у прокаті понад 37 млн доларів.

## Зміст
Перукарка Джина Норріс переїздить з Чикаго до Атланти заради того, щоб її дочка Ванесса змогла вчитися в престижній музичній школі. Там Джина влаштовується на роботу в розкішний салон краси, де вражає всіх своєю надзвичайною майстерністю. Але коли її егоїстичний бос починає приписувати її досягнення собі, вона йде від нього разом із симпатичною напарницею і вирішує відкрити власну перукарню. У підсумку Джина купує занепалий заклад і отримує на додачу до нього упертих і свавільних перукарок, колоритну й примхливу клієнтуру, а також неймовірно сексапільного сусіда-електрика Джо, що грає на піаніно. Щоб реалізувати свою мрію, Джині належить пройти важкий шлях, проте ніщо не зможе її зламати.

## Ролі
| Актор               | Роль                    |
| ------------------- | ----------------------- |
| Куїн Латіфа         | Джина Норріс            |
| Пейдж Херд          | Ванесса Норріс          |
| Кешіа Найт Пулліам  | Дарнелл, невістка Джини |
| Елфрі Вудард        | Жозефіна                |
| Алісія Сільверстоун | Лінн                    |
| Енді Макдавелл      | Террі                   |
| Кевін Бейкон        | Хорхе                   |
| Міна Суварі         | Джоан Маркус            |
| Брайс Вілсон        | Джеймс                  |
| Lil' JJ             | Віллі                   |
| Делла Різ           | місіс Таунер            |
| Джимон Гонсу        | Джо                     |
| Шеррі Шеферд        | Іда                     |
| Адель Гівенс        | діджей Гелен            |
| Браян Вільямс       | Глен                    |
| Октавія Спенсер     | товста клієнтка         |
| Джим Голмс          | інспектор Кроуфорд      |

## Знімальна група
- Режисер — Біллі Вудрафф
- Сценарист — Кейт Ланьє, Норман Венс мл., Елізабет Гантер
- Продюсер — Девід Гоберман, Куїн Латіфа, Роберт Тейтель, Джордж Тіллман мол., Шакім Компера
- Композитор — Крістофер Янг